# St. Peter ad Vincula

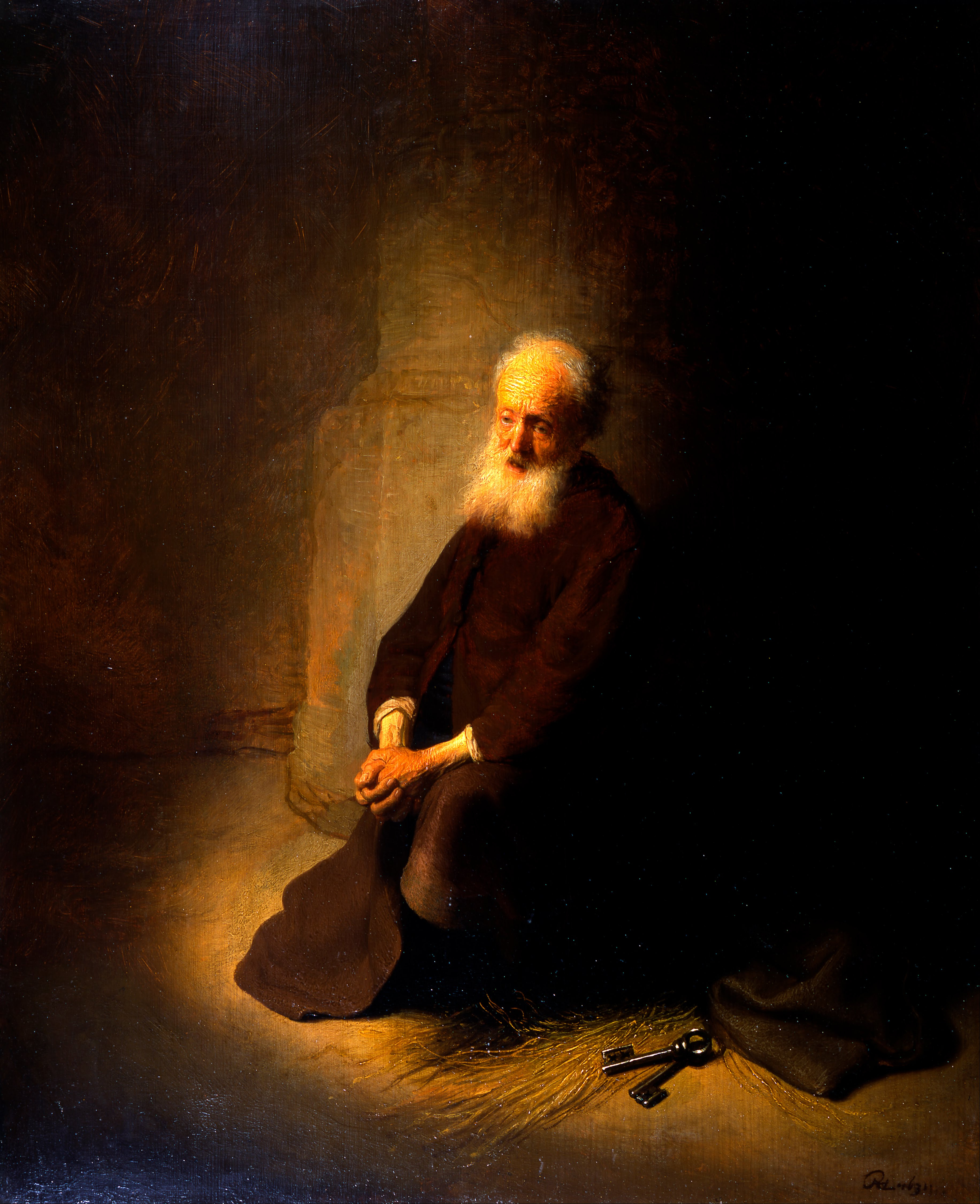
Rembrandt: Petrus in Ketten (1631)

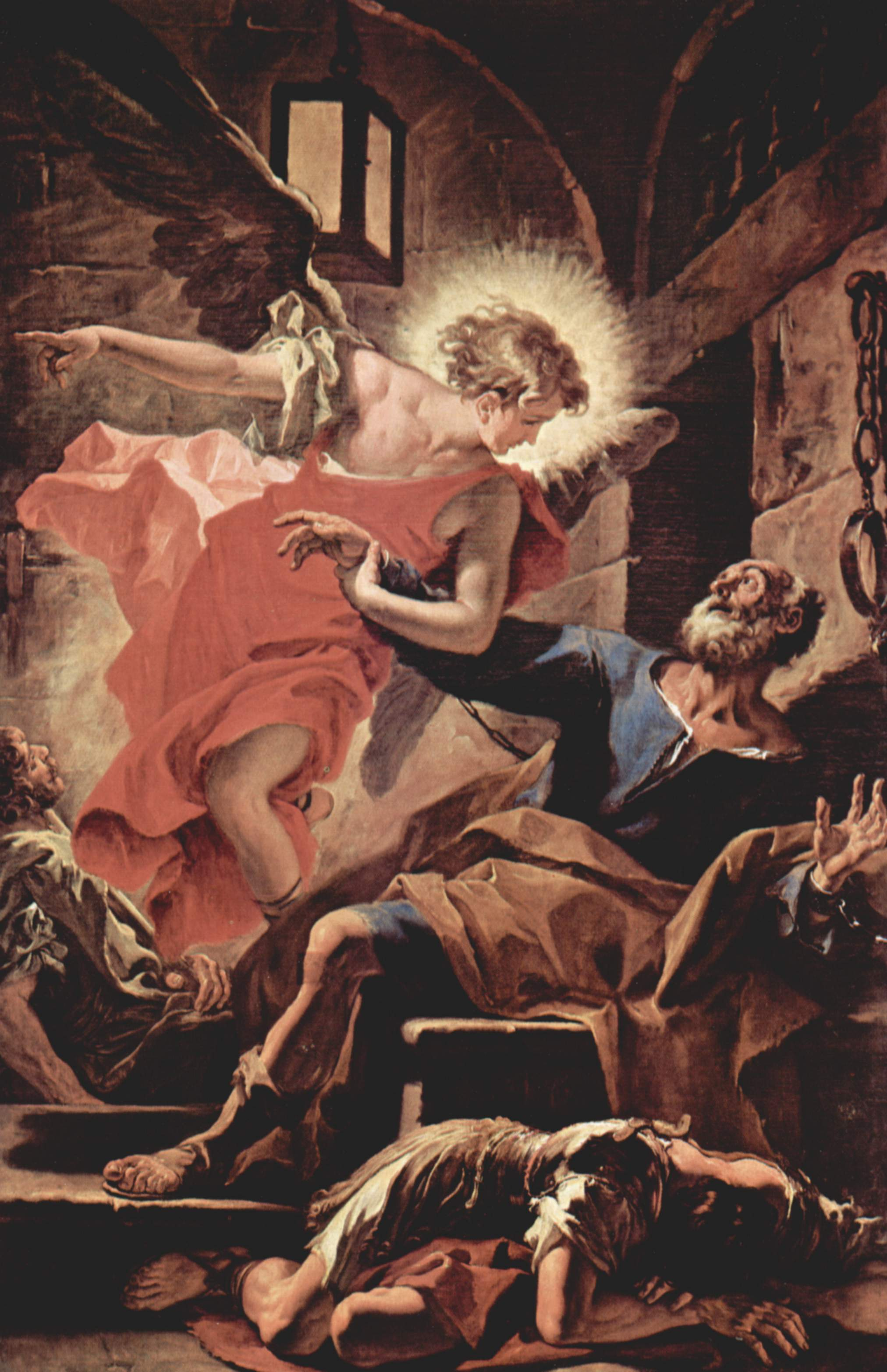
Sebastiano Ricci: Befreiung des Hl. Petrus durch einen Engel (1710)

St. Peter ad Vincula oder Catena Petri (deutsch St. Peter in Ketten oder Petri Kettenfeier; französisch Saint-Pierre-ès-Liens, spanisch San Pedro ad Vincula) ist ein liturgisches Fest am 1. August (im Allgemeinen Kalender des römischen Ritus bis 1960 ein Festum duplex majus), orthodox und armenisch am 16. Januar.

## Zur Apostelgeschichte
Nachdem Pontius Pilatus als Statthalter Judäas abgesetzt worden war (Apg 36 ), verfolgte der jüdische König Herodes Agrippa I. (Apg 41–44 ) die Jerusalemer Urgemeinde und ließ einen ihrer Apostel, Jakobus den Älteren, enthaupten. Dabei verhaftete man auch Petrus und kettete ihn zwischen zwei Bewachern in einer Gefängniszelle an. Doch ein Engel habe ihn auf wunderbare Weise befreit, sodass er seine Mission außerhalb Jerusalems fortsetzen konnte (Apg 12,1–19 ). 

## Verehrung
Das Fest des „Heiligen Petrus in Ketten“ am 1. August war im Mittelalter und in der Frühen Neuzeit in ganz Mittel- und Südeuropa einer der wichtigsten Festtage im Kirchenjahr. Im Jahr 1960 wurde es aus dem Calendarium Romanum Generale gestrichen.

## St. Peter in Ketten als Kirchenpatrozinium
Gemäß der namensstiftenden Überlieferung beherbergt die römische Kirche San Pietro in Vincoli als Altarreliquien ausgestellte Ketten. Weitere Kirchen, die das Patrozinium „St. Peter ad Vincula“ tragen, sind die Petri-Ketten-Kirchen.